# Кадыржанов, Кайрат Камалович
Кайрат Камалович Кадыржанов (род. 5 декабря 1945) — казахский учёный, специалист в области радиационной физики твердого тела, элементного и фазово-структурного анализа поверхностных слоев материалов, термодинамики слоистых твердотельных структур, ионной имплантации и ионно-плазменного осаждения, а также радиационной экологии и наукоемких ядерных технологий, доктор физико-математических наук, профессор.
Академик Национальной инженерной академии Республики Казахстан, Международной инженерной академии, Российской академии естественных наук, лауреат Государственной премии Республики Казахстан.

## Биография
Родился 5 декабря 1945 года в городе Талды-Курган Казахской ССР.

### Образование
В 1970 году окончил факультет экспериментальной и теоретической физики Московского инженерно-физического института по специальности «физика твердого тела».
В 1970—1975 годах проходил стажировку и аспирантуру в Институте атомной энергии им. И. В. Курчатова под руководством академика И. К. Кикоина.
В 1976 году защитил диссертацию на соискание ученой степени кандидата физико-математических наук, в 1993 году — на соискание ученой степени доктора физико-математических наук по специальности «физика твердого тела».
В 1997 году присвоено звание профессора по специальности «физика».
Доктор физико-математических наук, профессор. Академик Национальной инженерной академии (1999), Международной инженерной академии(1999), Российской академии естественных наук (2007), Казахской академии естественных наук (2008)

### Карьера
С 1975 по 1978 год работал старшим преподавателем Казахского политехнического института.
В 1978 году поступил на работу в Институт ядерной физики Академии наук Казахской ССР на должность старшего научного сотрудника.
В 1985 году организовал и возглавил лабораторию ионной имплантации металлов.
В 1993 году назначен на должность заместителя директора по науке Института ядерной физики Национального ядерного центра Республики Казахстан.
С 1995 года работал заместителем по науке, а затем первым заместителем Генерального директора Национального ядерного центра РК.
С 1997 по 2006 гг. был директором Института ядерной физики НЯЦ РК.
С 1997 года К. К. Кадыржанов руководит радиоэкологическими исследованиями территорий бывших ядерных полигонов, а также техногенных объектов на западе Казахстана.
В 1998 году избран членом-корреспондентом, в 1999 г. избран академиком Национальной инженерной академии Республики Казахстан по специальности «физическое материаловедение».
В 1999 г. избран академиком Международной инженерной академии.
В 2001—2002 году работал академиком-секретарём Отделения физико-математических наук и членом Президиума Национальной академии наук. 

В апреле 2006 года приказом Министра энергетики и минеральных ресурсов РК назначен Генеральным директором Республиканского государственного предприятия "Национальный ядерный центр Республики Казахстан.
В апреле 2006 года приказом Министра энергетики и минеральных ресурсов РК Кадыржанов К. К. назначен Генеральным директором Республиканского государственного предприятия «Национальный ядерный центр Республики Казахстан.
В 2009 г. избран членом Президиума Национальной инженерной академии наук Республики Казахстан.
В 2009 г. избран академиком Российской Академии естественных наук, а также академиком и членом Президиума Казахстанской национальной академии естественных наук.
В настоящее время — советник ректора Евразийского национального университета им. Л. Н. Гумилева.

## Основные научные достижения
Под руководством К. К. Кадыржанова в Институте ядерной физики НЯЦ РК создано и успешно развивается новое научное направление — термодинамика сплавов с неоднородным фазово-структурным состоянием. Им решен ряд актуальных проблем физики твердого тела, в частности, разработаны физические основы многослойных металлических материалов; обоснованы основные принципы создания радиационно- и термически стабильных слоистых металлических систем; экспериментально подтвержден термодинамический подход к получению химически совместимых покрытий на сплавах; исследована природа фазообразования и термодинамического равновесия имплантационных сплавов внедрения на железосодержащих матрицах; предложен принцип получения свободных фольг из чистых металлов. 

К. К. Кадыржановым решен ряд прикладных задач, в частности, разработана ионно-плазменная установка «Аргамак», на основе которой была создана технологическая линия по нанесению покрытий из благородных металлов, технология получения бериллиевых покрытий и фольг, технология нанесения декоративных и упрочняющих покрытий. 

По его инициативе в 2003 году было начато создание в Евразийском национальном университете имени Л. Н. Гумилева междисциплинарного научно-исследовательского комплекса на базе ускорителя тяжелых ионов ДЦ-60. В создаваемом комплексе решены практические вопросы производства и применения ядерных мембран как объединяющего фактора развития технологий, науки и наукоемкого бизнеса, и вопросы формирования научной среды и образования.
В ИЯФ с 2003 года по инициативе и под руководством К. К. Кадыржанова начата реализация проекта создания Центра ядерной медицины в Казахстане. Необходимость такого центра, единственного в Центрально-Азиатском регионе, продиктована ежегодным ростом сердечно-сосудистых, эндокринных, онкологических и других заболеваний.

## Награды и достижения
- 2004 год — удостоен премии имени академика Шафика Чокина НИА РК за выдающиеся инженерные разработки, прогрессивные технологии, внедренные в производство и внесшие крупный вклад в развитие промышленности суверенного Казахстана.
- 2005 год — награждён медалью, посвященной 10-летию Конституции РК.
- 2007 год — за достижение важных результатов в области фундаментальных и прикладных исследований, способствующих выводу отечественной науки и техники на уровень мировых достижений награждён золотым знаком «Заслуженный работник атомной отрасли Республики Казахстан».
- 2008 год — за заслуги перед государством, активную общественную деятельность, значительный вклад в социально-экономическое и культурное развитие страны, укрепление дружбы и сотрудничество между народами награждён орден «Курмет».
- 2009 год — награждён медалью «Е. П. Славский» (Россия) и удостоен Государственной премии Республики Казахстан по науке и технике.
- 2009г. - удостоен Государственной премии Республики Казахстан по науке и технике
- Почетный консул Словацкой Республики в Казахстане (2009).
- За большой вклад в развитие Мессбауэровской спектроскопии применительно к радиационной физике твердого тела Кайрат Кадыржанов включен в состав Международного совета по применению эффекта Мессбауэра (IBAME).